# Friedrich Schneider (personnalité politique)
Pour les articles homonymes, voir Friedrich Schneider et Schneider.
Friedrich Schneider, né le 23 septembre 1886 à Soleure et mort le 29 janvier 1966 à Sarnen, est une personnalité politique suisse membre du Parti socialiste.

## Biographie
Tout d'abord secrétaire de différentes fédérations de travailleurs, Friedrich Schneider devient ensuite rédacteur du Basler Vorwärts de 1917 à 1920. Il est ensuite élu au Conseil d'État du canton de Bâle-Ville de 1920 à 1923, rédacteur de la Basler Arbeiter-Zeitung jusqu'en 1937, puis membre du comité directeur de différentes caisses maladie.
Membre du comité d'Olten avec Robert Grimm, il participe à l'organisation de la grève générale de 1918 pour laquelle il est condamné l'année suivante à six mois d'emprisonnement au fort de Savatan.

## Sources
- Schneider, Friedrich, « Friedrich Schneider » dans le Dictionnaire historique de la Suisse en ligne, version du 23 août 2011.

- (de) Cet article est partiellement ou en totalité issu de l’article de Wikipédia en allemand intitulé « Friedrich Schneider » (voir la liste des auteurs).

- Notices d'autorité :   - VIAF
  - GND